# Kim tự tháp Djedkare-Isesi
Kim tự tháp Djedkare-Isesi là một kim tự tháp thuộc vương triều thứ năm nằm ở phía nam khu lăng mộ Saqqara. Đây là kim tự tháp đầu tiên được xây dựng ở khu vực này. Ngày nay người dân địa phương gọi kim tự tháp là el-Shawaf ("The Sentinel").

## Xây dựng
Khu tổ hợp bao gồm kim tự tháp chính, một kim tự tháp vệ tinh và một kim tự tháp khác có khả năng thuộc về bà hoàng hậu không rõ tên của Djedkare-Isesi, do đó nó còn được gọi là Kim tự tháp của Hoàng hậu Vô danh.
Lõi kim tự tháp gồm sáu bậc làm từ những khối đá vôi nhiều hình dạng. Ban đầu kim tự tháp cao khoảng 52 mét (171 ft), nghiêng 52 độ với độ dài đáy là 78,75 mét (258 ft).
Mặc dù có rất nhiều biện pháp phòng chống được sử dụng, trong đó có ba cánh cửa song sắt lớn, những tên trộm đã vẫn tìm được cách lọt vào buồng mai táng.

## Khai quật

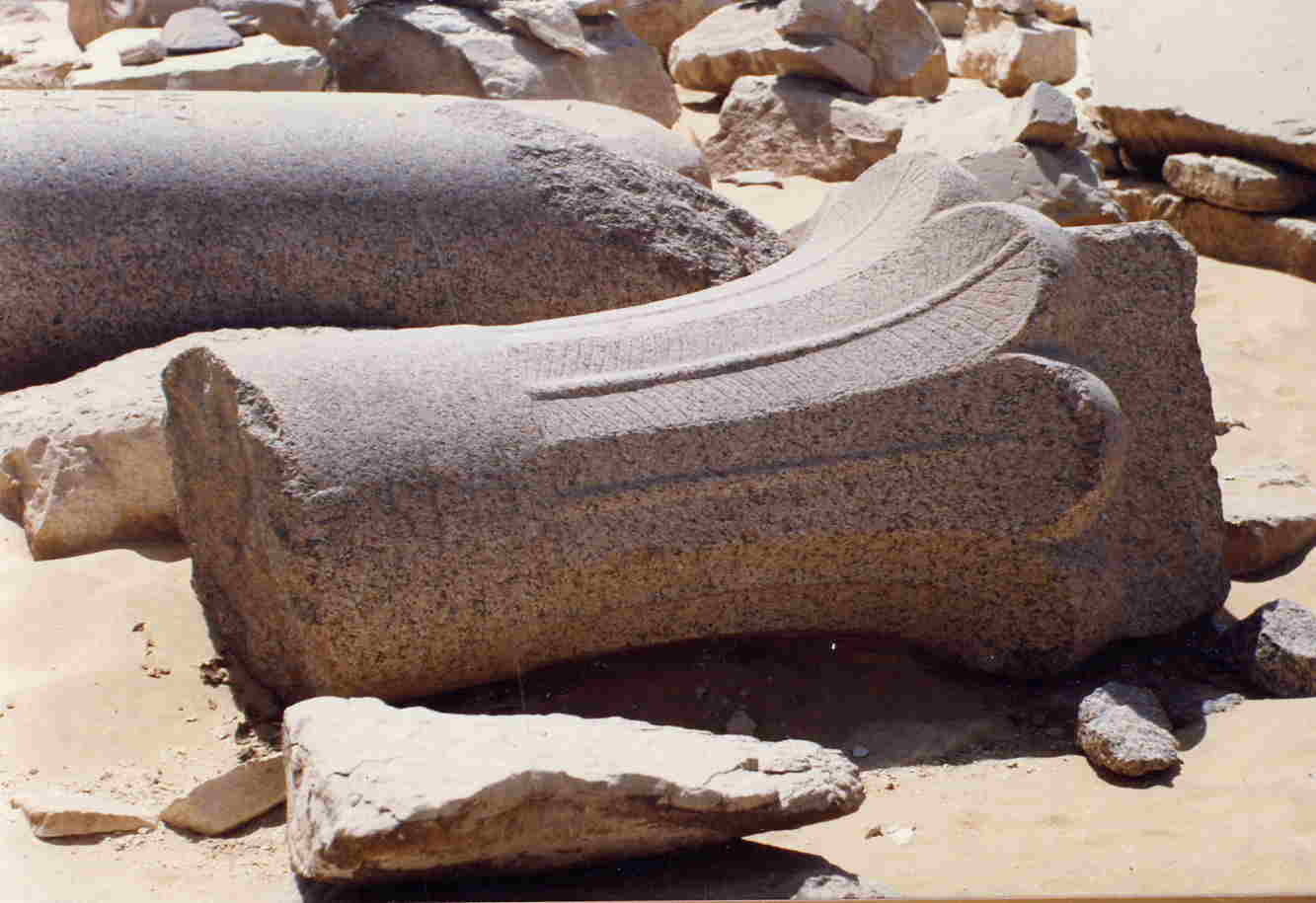
Một cột trụ ở khu tổ hợp

Kim tự tháp được Gaston Maspero khám phá vào năm 1880. Vào những năm 1940, Abdel Salam Hussein đã thực hiện việc khai quật.
Bên rong buồng mai táng, một cỗ quan tài làm bằng đá bazan màu xám bị đập vỡ được tìm thấy, giữa đống gạch vụn là xác ướp của một người đàn ông khoảng 50 tuổi. Phát hiện này cho thấy rất có thể Djedkare-Isesi đã lên ngôi từ rất nhỏ bởi triều đại của ông kéo dài hơn 32 năm.